# Wyndham Robertson
Wyndham Robertson (26 de janeiro de 1803-11 de fevereiro de 1888) foi um político americano e o 26º governador do estado da Virgínia de 1836 a 1837. Ele também atuou por duas vezes na câmara dos delegados da Virgínia, sendo que a segunda vez durante a Guerra Civil Americana.
Robertson foi membro do Partido Whig e foi um defensor da União durante a crise de secessão que precipitou a Guerra Civil. No entanto, depois da chamada de Lincoln para as tropas, ele apoiou a secessão. Após a guerra, ele foi um dos membros do "Comitê dos nove" (grupo de líderes influentes) que auxiliaram trazer a Virgínia de volta para a União. Robertson, um descendente de Pocahontas, publicou um livro perto do final da sua vida em sua defesa e rastreou seus ancestrais e descendentes.

## Início de vida e família
Robertson nasceu próximo de Manchester, no Condado de Chesterfield, Virgínia, filho de William Robertson e Elizabeth Bolling, descendente de Pocahontas e John Rolfe. Seu pai era um membro do Conselho do estado da Virgínia. Robertson frequentou escolas privadas em Richmond e formou-se no The College of William and Mary em 1821. Ele então casou com Mary Trigg Smith, filha do Capitão Francis Smith. Seus irmãos Thomas B. Robertson e John Robertson, também eram políticos, sendo que o primeiro foi governador da Louisiana e o segundo foi um congressista. Robertson estudou direito e foi admitido para prática jurídica em 1824. Em 1827 ele fez uma curta viagem para Paris e Londres, após em 1830 foi nomeado conselheiro de estado.

## Carreira política
Robertson foi reeleito para o Conselho de estado em 1833, em 31 de março de 1836 ele se tornou o membro sênior deste órgão e, portanto, vice-governador da Virgínia. Quando o governador Littleton Waller Tazewell renunciou no mesmo dia, Robertson tornou-se governador. Uma vez que o legislativo da Virgínia de maioria democrata que elegeu o governador, sendo Robertson era um Whig, não foi eleito quando seu mandato findava em 1837, então ele foi substituído por David Campbell. Robertson foi então eleito para assembleia de delegados da Virgínia para a sessão de 1838. Ele foi reeleito por três sessões sucessivas, terminando seu mandato em 1841.
Após mudou-se para casa de sua esposa, ao sul de Abingdon, Virgínia Sudoeste em 1841. Ele ingressou no judiciário do Condado de Washington em 25 de julho de 1842,  também foi nomeado um regente da Academia Abingdon em 1843. Em 1850 ele arrendou a King Saltworks (salinas) por cinco anos. Em 1858, mudou-se para Richmond. Em 1859, ele foi eleito para assembleia de delegados da Virgínia para a sessão de 1859 a 1861. Quando Virgínia estava apoiando a ideia de secessão dos Estados Unidos, Robertson foi uma acérrimo unionista e tentou impedir sua secessão. Ele mais tarde escreveu de si mesmo como um "amigo de paz e União" e que ele tinha sido ativamente contra a chamada da Carolina do Sul para uma Convenção do Sul em 1859. Na verdade ele esteve presente no banquete de Henry Clay, em abril de 1860, no qual ex-presidente John Tyler estava presente e Robertson foi chamado para brindar à "A União", o que ele fez, seguido de um breve discurso. Então, ele propôs o seguinte brinde:
"À constitucional União dos Estados" - a União dos Estados é a harmonia das esferas. Enquanto obedientes às leis de sua criação, elas nunca cantam alegre em vão "boas novas de grande alegria" para todo o mundo. Ao rebelar-se contra elas, a luz e alegria são perdidas na escuridão, então a ordem volta ao caos inicial".
Quando começou a secessão na Carolina do Sul e em vários outros Estados no Inverno de 1860-61, ele apelou para que a Virgínia não seguisse este caminho. Em 7 de janeiro de 1861, apresentou uma resolução conhecida como Anti-Coercion que rejeitava a secessão, mas afirmava que se o Governo Federal usasse a coerção contra os Estados secionados a Virginia lutaria, a resolução foi aprovada. No entanto, quando o presidente Abraham Lincoln fez sua chamada para tropas em 15 de abril de 1861, desse momento em diante foi zelosamente ativo em todas as medidas necessárias para a defesa de seu estado. A chamada para as tropas foi precisamente a situação detalhada na resolução Anti-Coercion então Virgínia se separou.
Robertson foi reeleito para a câmara dos representantes para as próximas duas sessões, terminando em 1865. Em 1863 opôs-se e ajudou derrotar um projeto de lei para fixar os preços dos alimentos, que ele acreditava que era "mais preocupante que o mal mais terrível". Quando um Comitê de cidadãos apresentou uma resolução pedindo a seus representantes para apoiar uma lei similar ou renunciar, Robertson recusou. Quando descobriu que seus colegas já tinham aquiescido, demitiu-se para não contrariar seus eleitores. A câmara, no entanto, pediu que sua renúncia fosse retirada até que os desejos de seus eleitores pudessem ser determinados. Foi realizada uma pesquisa formal e determinou-se que a maioria não apoiava o projeto de lei e Robertson manteve-se no cargo.
Após a guerra ele voltou para Abingdon. Durante a reconstrução Robertson foi membro da Comissão dos nove, que liderada por Alexander H. H. Stuart, que procurou a readmissão de Virgínia para a União. Esteve em questão a nova Constituição do Estado, que incluía a privação de muitos homens brancos. O Comitê negociou com êxito com o Governo Federal que essa cláusula fosse votada separadamente, para que os Virginianos aceitassem ratificar a nova Constituição e, portanto, voltar para União. Ele morreu em 11 de fevereiro de 1888 e foi enterrado em Cobbs, Condado de Chesterfield.

## Legado e livros

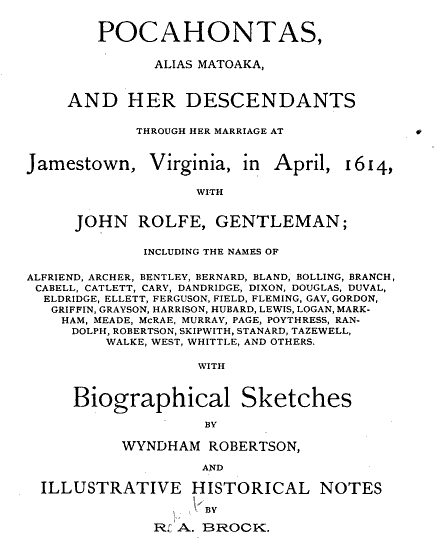
Livro escrito por Robertson e publicado em Richmond, 1887

Robertson foi um doador inicial do Emory and Henry College, que mais tarde adotaria o prêmio de medalha "Robertson" para "incentivar oradores".
Após a Guerra Civil Americana, escritores do Norte começaram a questionar a validade da história de resgate do capitão John Smith e Pocahontas, atacando os resultados do papel histórico desempenhado por ambos, bem como de seu marido John Rolfe. O movimento foi liderado por Henry Adams, um descendente de John Adams, cujo adversário foi John Randolph of Roanoke, descendente de Pocahontas. Vários Virginianos responderam, um dos quais foi Robertson. "Ataques do norte perturbaram-no tanto que ele preparou um estudo detalhado" e escreveu Pocahontas alias Matoaka and Her Descendants through Her Marriage with John Rolfe. Ele traçou seus descendentes, que incluíram o Bollings, Branches, Lewises, Randolphs e Pages, bem como a sua própria família. Sua tese era porque seus descendentes eram notáveis, assim também o era Pocahontas. "História, poesia e arte," escreveu Robertson, "tem competido umas com as outras em investir o seu nome a partir desse dia até o presente com um halo de superação e brilho".

## Fonte da tradução
- Este artigo foi inicialmente traduzido, total ou parcialmente, do artigo da Wikipédia em inglês cujo título é «Wyndham Robertson».